# Frysztak
Frysztak ist ein Dorf im Powiat Strzyżowski der Woiwodschaft Karpatenvorland in Polen. Es ist Sitz der gleichnamigen Landgemeinde mit etwa 10.500 Einwohnern.

## Geographie
Der Ort liegt am linken Ufer des Wisłoks, an der Grenze zwischen dem Strzyżów-Gebirge im Westen und dem Dynów-Gebirge im Osten, etwa 17 km nordwestlich von Krosno. Die Nachbarorte sind Pułanki im Norden, Kobyle im Osten, Twierdza im Südosten, sowie Glinik Dolny im Südwesten.

## Geschichte
Nach einer Quelle aus dem Jahr 1717 wurde Frysztak bereits im Jahr 1277 erwähnt, doch die ersten zuverlässigen Erwähnungen des deutschstämmigen Namens stammen aus den Jahren 1375 (Fristath) und 1391 (Freystat), danach findet sich Frienstat…Frestat (1392), Freynstadt (1400), Freynstat bzw. Fristat (1408), Freystath (1418), Fraystath (1425), Frisztath (1460), Frysztak (1468), Fristath (1470–1480), oppido Fryst (1479), Fristak (1491), Fristhath (1502), Frysthak (1507, 1529), Fristak (1581), Frysztak (1794).
Frysztak besaß seit dem 13. oder 14. Jahrhundert bis zum Jahr 1932 das Stadtrecht. Das Städtchen gehörte zunächst zum Adelsrepublik Polen-Litauen, Woiwodschaft Sandomir, Kreis Pilzno. Von 1772 bis 1896 gehörte der Steuerbezirk Frysztak zum Bezirk Jasło, danach Bezirk Strzyżów, in der Provinz Galizien. Der Markt Frysztak war ein Schtetl, im Jahr 1900 hatte es 1506 Einwohner, davon war die Mehrheit polnischsprachig (1499), 1101 waren israelitisch, 395 römisch-katholisch und 10 griechisch-katholisch.

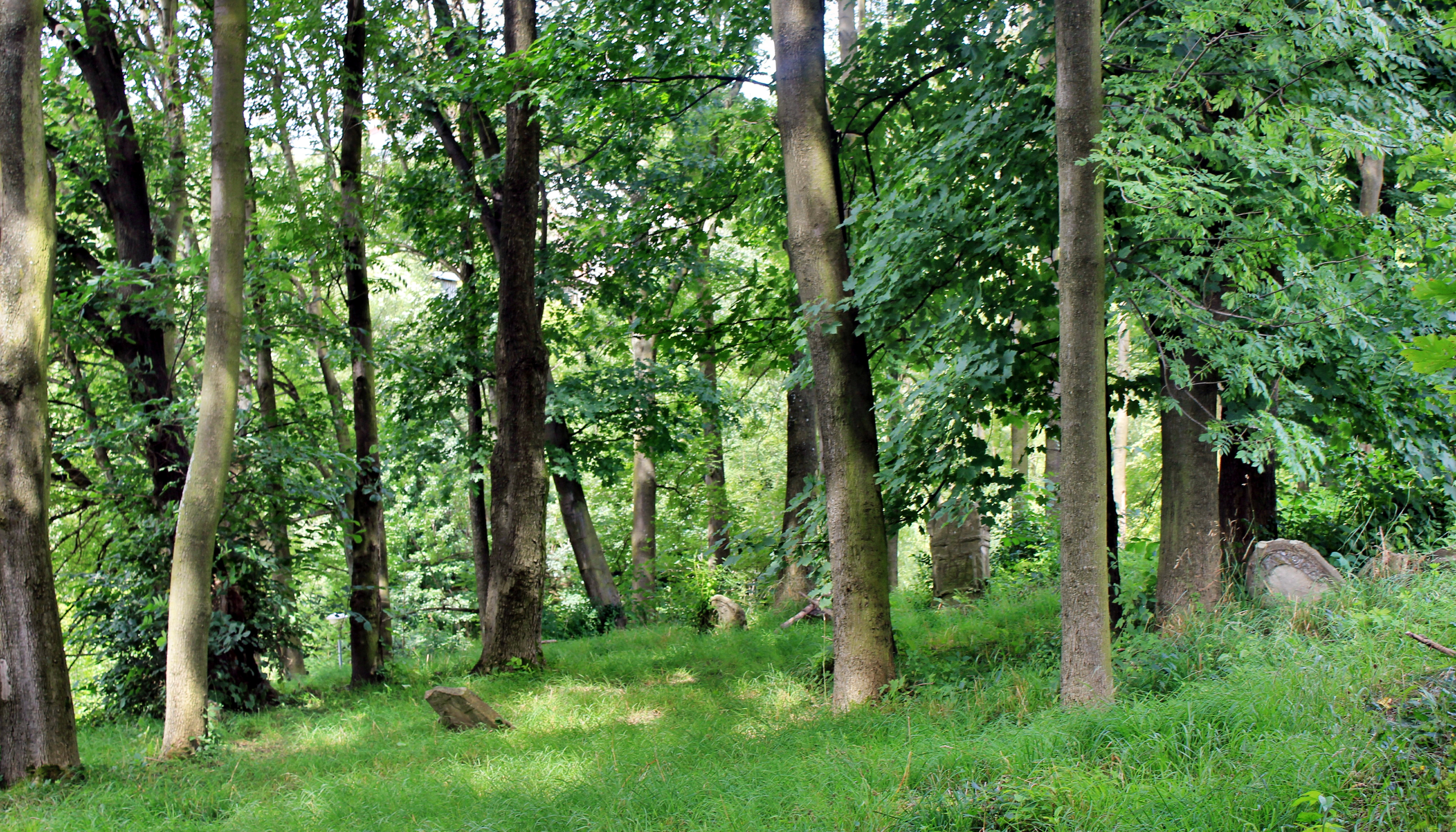
Was von dem Alten Jüdische Friedhof in Frysztak geblieben ist, 2013

Nach dem Ende des Ersten Weltkriegs und dem Zusammenbruch der Habsburgermonarchie kam Frysztak 1918 zu Polen. Unterbrochen wurde dies nur durch die deutsche Besetzung Polens im Zweiten Weltkrieg.
Vor dem Krieg hatte der Ort eine große jüdische Bevölkerung. Ihre Mitglieder wurden jedoch im Frysztaker Ghetto konzentriert und schließlich im Holocaust ermordet.
Die ersten Juden, die im Jahre 1942 aus Frysztak deportiert wurde, 800 Menschen, waren Männer, die älter als 52 Jahre waren, und Frauen mit mehr als zwei Kindern. Sie alle wurden im Warzyce-Wald ermordet. Deutsche Einheiten erschossen sie vor drei Massengräbern. Diejenigen Opfer, die nicht gleich starben, wurden lebendig begraben. Das Ghetto wurde am 18. August liquidiert, und die jüdische Bevölkerung ins Ghetto in Jasło deportiert. Aus Jasło wurden die Überlebenden wenige Tage später ins Vernichtungslager Belzec gebracht.
Von 1975 bis 1998 gehörte Frysztak zur Woiwodschaft Rzeszów.

## Sehenswürdigkeiten und Baudenkmale

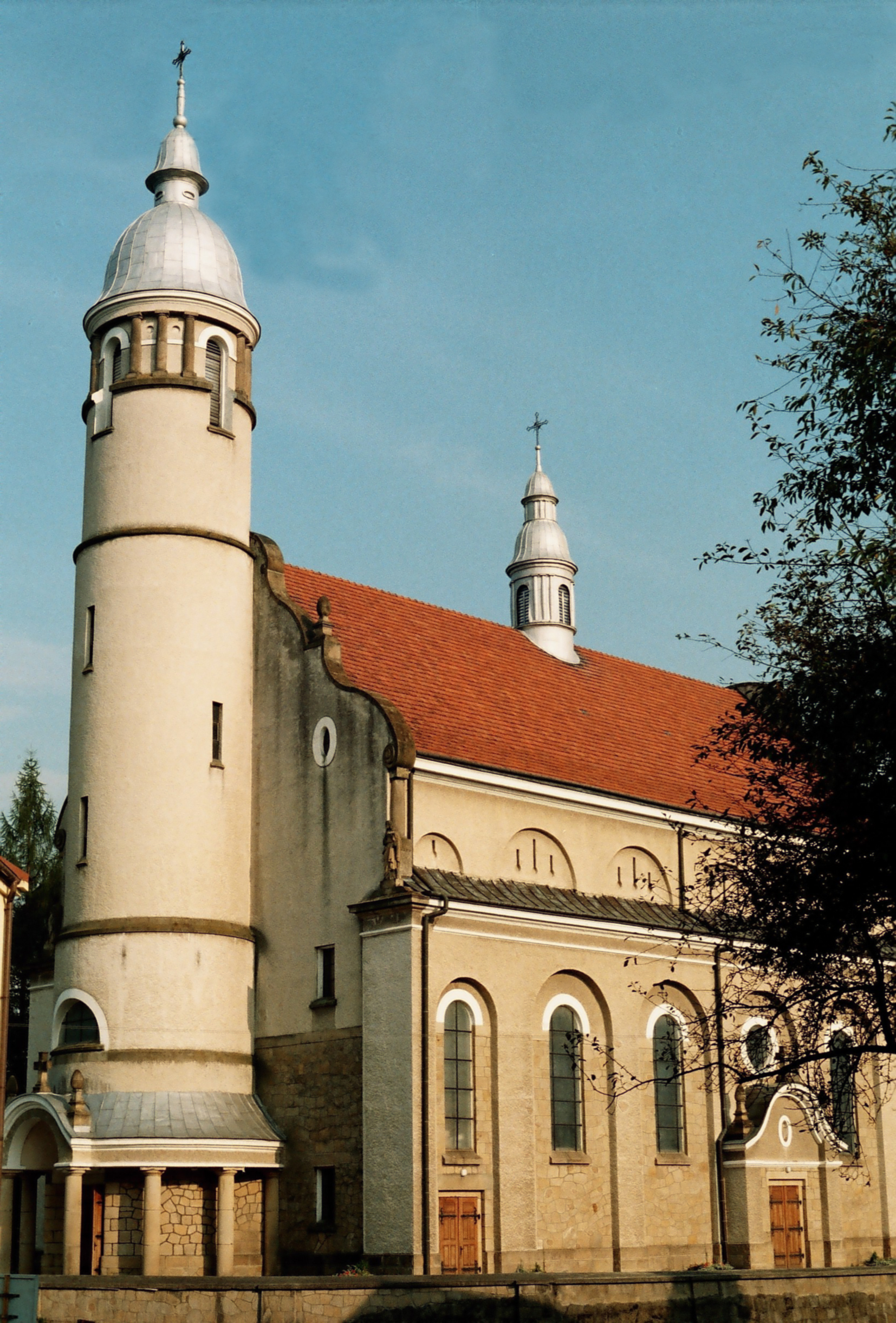
Pfarrkirche des Dorfs

- Die Pfarrkirche wurde seit ihrer Errichtung im Jahr 1927 mehrmals umgebaut, Pfarrhaus, Umfassungsmauer und Tore.
- Apotheke mit Zwerchhaus

## Persönlichkeiten
- Ludwik de Laveaux (1891–1969), polnischer General
- Barbara Jeż (* 1948), polnische Handballspielerin und Mutter von Miroslav Klose.